# Hermann Urtel
Hermann Urtel  (* 21. September 1873 in Straßburg; † 22. Oktober 1926 in Hamburg) war ein deutscher Romanist.

## Leben
Er lehrte als Studienrat an der Realschule vor dem Lübeckertor. Nach der Promotion zum Dr. phil. in Heidelberg 1897 war er von 1919 bis 1926 Privatdozent (Titularprofessor) für Romanische Philologie an der Universität Hamburg.

## Schriften (Auswahl)
- Beiträge zur Kenntnis des Neuchateller Patois. Darmstadt 1897, OCLC 250638745.
- Zur baskischen Onomatopoesis. Berlin 1919, OCLC 604066736.
- Guy de Maupassant. Studien zu seiner künstlerischen Persönlichkeit. München 1926, OCLC 464734368.
- Beiträge zur portugiesischen Volkskunde. Hamburg 1928, OCLC 895227851.